# عزیزیه (زبرخان)
عزیزیه (نیشابور)، روستایی از توابع بخش اسحق‌آباد شهرستان زبرخان در استان خراسان رضوی ایران است.

## جمعیت
این روستا در دهستان اسحق‌آباد قرار دارد و براساس سرشماری مرکز آمار ایران در سال ۱۳۸۵، جمعیت آن ۵۳ نفر (۱۵خانوار) بوده‌است.